# Maison de Sofija Ristić à Jarmenovci
La maison de Sofija Ristić à Jarmenovci (en serbe cyrillique : Кућа народног хероја Софије Ристић у Јарменовцима ; en serbe latin : Kuća narodnog heroja Sofije Ristić u Jarmenovcima) se trouve à Jarmenovci, dans la municipalité de Topola et dans le district de Šumadija, en Serbie. Elle est inscrite sur la liste des monuments culturels protégés de la république de Serbie (identifiant no SK 445).

## Présentation
La propriété de Sofija Ristić, une combattante décorée de l'ordre du Héros national, est composée d'une maison en bois et en maçonnerie, d'une maison en maçonnerie et d'une laiterie. La maison en bois et en maçonnerie dispose d'un sous-sol qui couvre la moitié de la surface du rez-de-chaussée ; à la fin de la partie de bois se trouve « la maison » au sens restreint, avec son foyer entièrement préservé et tout un ensemble de meubles caractéristiques de cette[Quand ?] époque ; dans la seconde partie de la maison se trouve une grande pièce construite selon la technique des colombages avec un remplissage en briques ; cette pièce a subi quelques changements intérieurs. Le toit à quatre pans est recouvert de tuiles.